# Lam Neuheun
Lam Neuheun is een bestuurslaag in het regentschap Aceh Besar van de provincie Atjeh, Indonesië. Lam Neuheun telt 354 inwoners (volkstelling 2010).